# Edison (filme)
Edison (br: Edison - Poder e Corrupção) é um filme norte-americano de 2005, do gênero policial, dirigido por David J. Burke.
Foi rodado em Vancouver, no Canadá.

## Sinopse
Edison é uma metrópole que aparenta oferecer crescimento a todos. Nela vive Josh Pollack (Justin Timberlake), um ambicioso jornalista que está iniciando sua carreira como repórter investigativo em um pequeno jornal comunitário. Após descobrir fraudes na polícia local, Pollack manifesta desejo de publicar a história mas enfrenta a relutância de seu chefe, Moses Ashford (Morgan Freeman). O alvo de Pollack é a FRAT, a maior unidade de polícia da cidade, que age no combate ao tráfico de drogas. Sem ter como sustentar sua história, Pollack é demitido. Entretanto ele não desiste de investigar sua descoberta, contando com a ajuda de Wallace (Kevin Spacey), um investigador da promotoria.

## Elenco
- Morgan Freeman .... Ashford
- Kevin Spacey .... Wallace
- Justin Timberlake .... Pollack
- LL Cool J .... Deed
- Dylan McDermott .... Lazerov
- John Heard .... Tilman
- Cary Elwes .... Reigert
- Roselyn Sanchez .... Maria
- Damien Wayans .... Isiaha
- Garfield Wilson .... Rook
- Marco Sanchez .... Reyes
- Darryl Quon .... Wu
- Andrew Jackson .... Ives
- Timothy Paul Perez .... Butler
- Piper Perabo .... Willow